# Liste des sénateurs du Rhône
Ci-dessous une liste des représentants au Sénat pour le département du Rhône de la Troisième République à nos jours. La dernière élection sénatoriale dans le Rhône a lieu le dimanche 27 septembre 2020.

## Sénateurs depuis 1995

### Depuis 2020
- Paul Vidal (LR). Il est le suppléant de François-Noël Buffet devenu ministre, le 21 septembre 2024.
- Catherine Di Folco (LR)
- Gilbert-Luc Devinaz (PS)
- Étienne Blanc (LR)
- Bernard Fialaire (PR)
- Raymonde Poncet (EELV)
- Thomas Dossus (EELV)

### 2014-2020
- François-Noël Buffet (UMP puis LR)
- Élisabeth Lamure (UMP puis LR)
- Catherine Di Folco (UMP puis LR)
- Michel Forissier (UMP puis LR)
- Annie Guillemot (PS)
- Gilbert-Luc Devinaz (PS). Il est le suppléant de Gérard Collomb devenu ministre, du 17 mai 2017 au 3 octobre 2018. Gérard Collomb retrouve son mandat jusqu'à sa démission le 5 décembre 2018. Gilbert-Luc Devinaz reprend la suppléance jusqu'en 2020.
- Michèle Vullien (MoDem)

### 2004-2014
- Michel Mercier (UDF). Il est nommé ministre le 23 juin 2009, remplacé par son suppléant Jean-Jacques Pignard du 24 juillet 2009 au 16 mai 2012 et démissionnaire le 21 avril 2014. Il sera de nouveau remplacé par Jean-Jacques Pignard.
- Guy Fischer (PCF)
- Gérard Collomb (PS)
- François-Noël Buffet (UMP)
- Élisabeth Lamure (UMP)
- Muguette Dini (UDF)
- Christiane Demontès (PS)

### 1995-2004
- Serge Mathieu (UDF)
- René Trégouët (RPR)
- Emmanuel Hamel (RPR). Décédé en 2003, il est remplacé par son suppléant Jacques Moulinier.
- Michel Mercier (UDF)
- Guy Fischer (PCF)
- Gilbert Chabroux (PS)
- Gérard Collomb (PS). Il est le suppléant de Franck Sérusclat jusqu'à sa démission en 1999.

## Sénateurs avant 1995

### VeRépublique
- René Trégouët de 1986 à 1995
- Roland Bernard de 1986 à 1995
- Franck Sérusclat de 1977 à 1995
- Serge Mathieu de 1977 à 1995
- Alfred Gerin de 1977 à 1986
- Jean Mercier de 1977 à 1986
- Pierre Vallon de 1974 à 1995
- Camille Vallin de 1959 à 1968 et de 1977 à 1986
- Francisque Collomb de 1968 à 1995
- Léon Chambaretaud de 1968 à 1974
- Florian Bruyas de 1959 à 1968
- Auguste Pinton de 1959 à 1977
- Joseph Voyant de 1959 à 1977
- Claudius Delorme de 1959 à 1977

### IVeRépublique
- Maria Pacaut de 1946 à 1948
- Germain Pontille de 1946 à 1948
- Louis Dupic de 1946 à 1959
- Joseph Voyant de 1946 à 1959
- Auguste Pinton de 1946 à 1959
- Claudius Delorme de 1948 à 1959
- André Lassagne de 1948 à 1953
- Florian Bruyas de 1953 à 1959

### IIIeRépublique
- Marie-Edmond Valentin de 1876 à 1879
- Jules Favre de 1876 à 1880
- Jean-Baptiste Perret de 1876 à 1882
- Lucien Mangini de 1876 à 1882
- Germain Vallier de 1880 à 1883
- Édouard Millaud de 1880 à 1912
- Louis Munier de 1882 à 1896
- Émile Guyot de 1882 à 1906
- Jean-Claude Perras de 1885 à 1899
- François Thévenet de 1892 à 1900
- Albert Bouffier de 1897 à 1909
- Louis Million de 1899 à 1900
- Léon Repiquet de 1900 à 1909
- Antonin Gourju de 1900 à 1909 et de 1920 à 1926
- Henry Fleury-Ravarin de 1906 à 1909
- Antoine Ponteille de 1909 à 1918
- Victor Vermorel de 1909 à 1920
- Georges Eugène Charles Beauvisage de 1909 à 1920
- Paul Cazeneuve de 1909 à 1920
- Édouard Herriot de 1912 à 1919
- Eugène Ruffier de 1920 à 1924
- Jean Coignet de 1920 à 1927
- Paul Duquaire de 1920 à 1927
- Eugène Bussy de 1920 à 1927
- Laurent Bonnevay de 1924 à 1927
- Justin Godart de 1926 à 1940
- Robert Lacroix de 1927 à 1931
- Jean Voillot de 1927 à 1936
- Irénée Giraud de 1927 à 1936
- Camille Rolland de 1927 à 1940
- Émile Bender de 1931 à 1940
- Joseph Depierre de 1936 à 1940
- Jean Froget de 1936 à 1940